# Calamaria muelleri
Calamaria muelleri este o specie de șerpi din genul Calamaria, familia Colubridae, descrisă de Boulenger 1896. A fost clasificată de IUCN ca specie cu risc scăzut. Conform Catalogue of Life specia Calamaria muelleri nu are subspecii cunoscute.